# Bella Abzug
Bella Savitsky Abzug (New York, 24 luglio 1920 – New York, 31 marzo 1998) è stata un'attivista e politica statunitense, leader del movimento femminile e celebre per il suo slogan «il luogo adatto per le donne è la casa, si ma la Casa dei Rappresentanti degli Stati Uniti»; venne definita anche "Madre coraggio" e "Uragano Bella"..

## Biografia
La madre di Bella Abzug era una casalinga, mentre il padre, che morì quando Bella aveva tredici anni, operava nel commercio. La famiglia era di origine russo di religione ebraica. Studiò a New York all'Hunter College e alla Columbia University, dove frequentò la facoltà di legge.
Si occupò, dal 1940 di casi giudiziari di diritti civili nelle province meridionali degli Stati Uniti, di cause liberali, compreso l'emendamento della legge sugli uguali diritti e opportunità e si oppose alla guerra del Vietnam. Fu un esponente politico nell'ambito del Partito Democratico, appoggiò il movimento sionista e quello per i diritti degli omosessuali.
Nel 1979, fu una delle protagoniste della raccolta di figurine collezionabili Supersisters, che aveva l'obiettivo di proporre modelli femminili di successo in campo politico, sportivo, sociale e culturale. È morta di cancro nel 1998, all'età di 77 anni.

## Opere
- Bella! Ms. Abzug goes to Washington, Bella S. Abzug (editato da Mel Ziegler), Saturday Review Press, 1972 ISBN 0841501548
- Gender gap: Bella Abzug's guide to political power for American women, Bella S. Abzug e Mim Kelber, Houghton Mifflin, 1984 ISBN 0395361818
- Bella Abzug: How One Tough Broad from the Bronx Fought Jim Crow and Joe McCarthy, Pissed Off Jimmy Carter, Battled for the Rights of Women and Workers, ... Planet, and Shook Up Politics Along the Way, autorizzato da Suzanne Braun Levine e Mary Thom,  pubblicato da Farrar, Straus and Giroux, 2007, ISBN 0374299528